# Гробница са бистом Павла Стојковића
Гробница са бистом Павла Стојковића је непокретно културно добро лоцирано на простору општине Палилула у Нишу.

## Опис
Гробница Павла Стојковића (1880-1943), првог председника нишке комунистичке општине од 1920-1921. године и значајне личности комунистичког радничког покрета Ниша у међуратном периоду, налази се на старом нишком гробљу, парцела I, ред  бр. 2. 
Нaправљена од белог мермера и на издигнутом је постољу.
На постољу су бисте Павла и његове супруге.
Посмртни остаци Павла Стојковића сахрањени су у Нишу, а гробница са бистом уређена је 1959. године. Бисте је направио  Сретен Даниловић, нишки вајар.